# Kelderluik-arrest

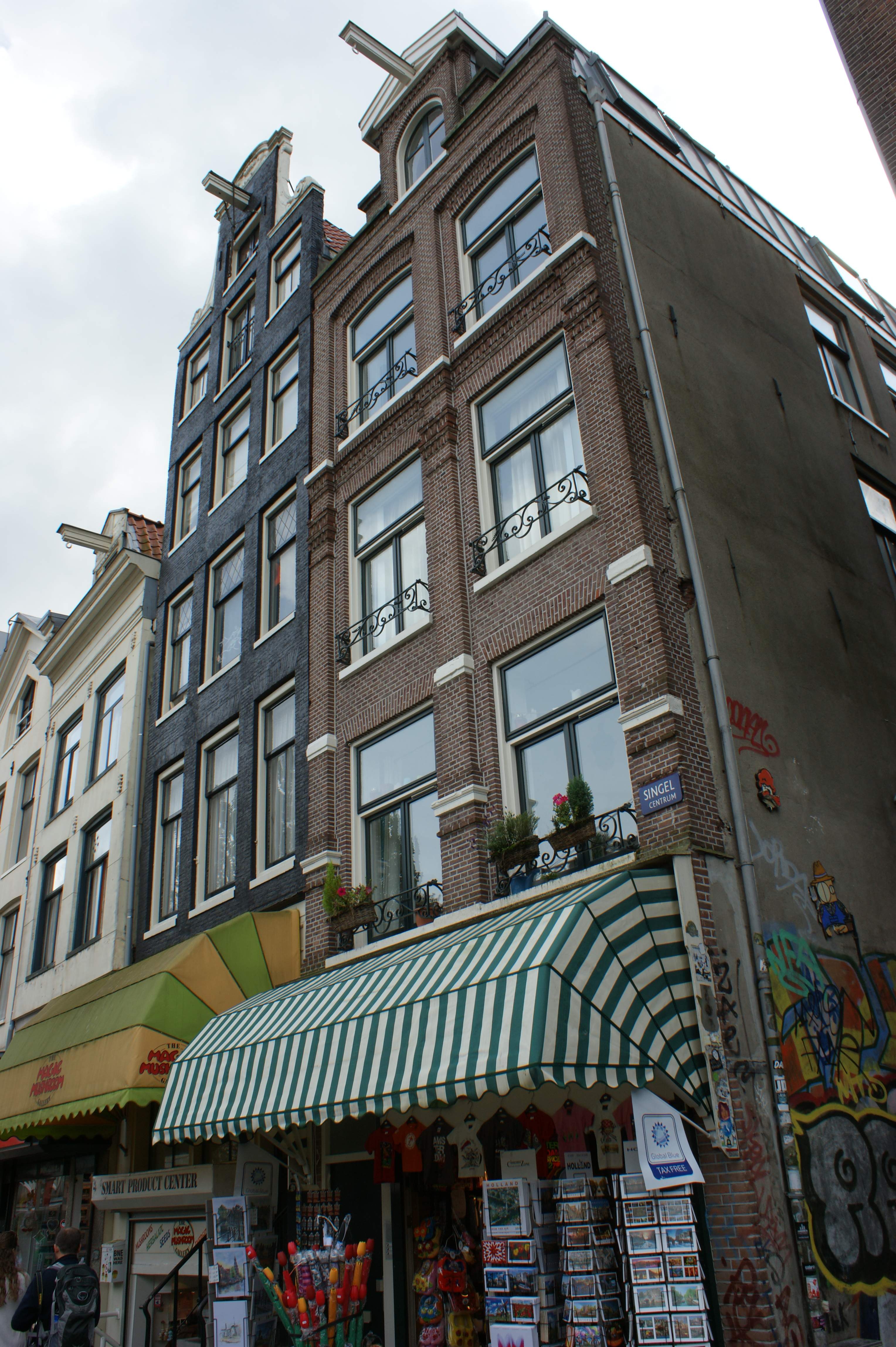
Singel 522 te Amsterdam (2011). In dit pand was in 1961 café De Munt gevestigd.

Het Kelderluik-arrest is een arrest van de Hoge Raad der Nederlanden, dat van groot belang is gebleken voor de juridische beoordeling van gevaarzetting in verband met aansprakelijkheid onrechtmatig doen of nalaten. In dit arrest geeft de Hoge Raad factoren voor de beoordeling of iemand maatregelen behoort te nemen om te voorkomen dat een bepaalde potentieel gevaarlijke situatie tot letsel leidt bij een ander.

## Casus
Sjouwerman, een medewerker van de Coca-Cola Corporation, had in februari 1961 bij het afleveren van frisdrank aan café De Munt, Singel 522 in Amsterdam een kelderluik open laten staan. Mathieu Duchateau uit Maastricht, die het etablissement met zijn vrouw en een bevriende relatie bezocht, viel op weg naar het toilet in het gat van het openstaande kelderluik en liep daarbij ernstige verwondingen op.

## Procesverloop
De rechtbank oordeelde dat de schade in dit geval aan Duchateau zelf te wijten was. Hij had beter moeten opletten. Het hof en later ook de Hoge Raad legden de aansprakelijkheid echter bij Coca-Cola. Sjouwerman had onzorgvuldig gehandeld door het kelderluik open te laten, terwijl hij ook rekening had moeten houden met niet voldoende oplettende bezoekers. Hem werd daarom een onrechtmatige gedraging verweten. Duchateau moest echter 50% van de schade zelf dragen wegens eigen schuld.

### Hof
Het hof heeft geoordeeld (in stand gebleven bij de Hoge Raad):

- (11a)  dat volgens de verklaring van de toenmalige eigenaar van de zaak, getuige Boom, deze in geval hij het luik moest openen, het keldergat barricadeerde met stoelen,
- (11b)  dat getuige Sjouwerman ook gemakkelijk dit gat op deze wijze had kunnen barricaderen,
- (11c)  dat hij dit niet heeft gedaan, maar zich volgens zijn eigen verklaring en die van getuige Boom bepaald heeft tot een opstapelen van de kistjes met lege flessen naast het keldergat, zonder de toegang tot de toiletten geheel af te sluiten;
- (11d)  dat Sjouwerman er rekening mede had behoren te houden, dat bezoekers aan de toegang tot het toilet wellicht niet hun volledige aandacht zouden besteden,
- (11e)  dat, gelet op de eenvoudige middelen, waarmede Sjouwerman - als voormeld - de toegang tot het keldergat afdoende had kunnen barricaderen, zo hij meende zich vandaar te moeten verwijderen, ook hem schuld aan het ongeval treft;
- (12)  dat het Hof, de schuld van Duchateau en die van Sjouwerman tegen elkaar afwegende, van oordeel is, dat ieder van hen voor de helft aansprakelijk is voor het ongeval;

### Hoge Raad (relevante factoren)
Bij het oordeel over de onzorgvuldigheid van Sjouwerman hanteerde de Hoge Raad vier criteria die van belang zijn gebleven bij de beoordeling van de onrechtmatige daad:
- Hoe waarschijnlijk kan de niet-inachtneming van de vereiste oplettendheid en voorzichtigheid worden geacht? (in dit geval: Hoe waarschijnlijk is het dat iemand het geopende kelderluik over het hoofd ziet?)
- Hoe groot is de kans dat daaruit ongevallen ontstaan? (in dit geval: Hoe groot is de kans dat iemand die het geopende kelderluik over het hoofd ziet, er ook werkelijk in valt en letsel oploopt?)
- Hoe ernstig kunnen de gevolgen zijn? (in dit geval: Hoe ernstig kan het letsel zijn ten gevolge van een val in het kelderluik?)
- Hoe bezwaarlijk zijn de te nemen veiligheidsmaatregelen? (in dit geval: Hoeveel werk of kosten zijn er gemoeid met het sluiten van het luik of het aanbrengen van een beveiliging, bijvoorbeeld door er een stoel voor te zetten?).

## Rechtseconomische achtergrond
De kelderluikfactoren hebben een rechtseconomische achtergrond. In de kern komt het neer op de volgende passage uit de conclusie van de advocaat-generaal bij de Hoge Raad, jhr. Adrien Jonathan Rethaan Macaré bij een eerder arrest in 1906:

Nalatig is hij die de mogelijke gevolgen van zijn daad wel voorziet, doch nalaat het noodige te verrichten, om derden voor de hen bedreigenden schade te behoeden; die, hetzij uit gemakzucht, hetzij uit berekening, 't er op waagt, in de hoop, dat 't ergste, wat gebeuren zou kunnen, nu juist niet zal gebeuren. Menigmaal zal die hoop verwezenlijkt worden en hij dus de goede vruchten plukken van zijn berekening of gemakzucht, maar juist daarom is het billijk en recht, dat wanneer een enkel maal het waagstuk niet gelukt, hij die de goede kansen voor zich heeft genomen, ook de kwade draagt.

Degene die een bepaalde gevaarlijke situatie doet ontstaan en/of laat bestaan, terwijl hij van het gevaar van de situatie op de hoogte is of had moeten zijn, zal doorgaans enig voordeel uit die situatie genieten, terwijl hij het beste in staat is om te voorkomen dat mensen die niet opletten letsel oplopen. Het is om die reden rechtvaardig, maar zeker ook het meest doeltreffend, om de nadelen neer te leggen bij degene die ook de voordelen geniet. Onachtzaamheid van personen ten aanzien van activiteiten of plaatsen van anderen is moeilijker weg te nemen dan nalatigheid bij personen die activiteiten verrichten of verantwoordelijk zijn voor een bepaalde plaats.
Het was Judge Learned Hand die in United States v. Carroll Towing, 159 F2d 169 (2nd Cir. 1947) met de volgende overweging kwam en daardoor een mogelijke achtergrond heeft geboden voor het latere Kelderluik-arrest:

Since there are occasions when every vessel will break from her moorings, and since, if she does, she becomes a menace to those about her; the owner’s duty, as in other similar situations, to provide against resulting injuries is a function of three variables: (1) The probability that she will break away; (2) the gravity of the resulting injury, if she does; (3) the burden of adequate precautions. Possibly it serves to bring this notion into relief to state it in algebraic terms: if the probability be called P; the injury, L; and the burden, B; liability depends upon whether B is less than L multiplied by P: i.e., whether B < PL.